# Fleurs (Staël)
Fleurs est une série d'une vingtaine d'huiles sur toile ou sur carton de Nicolas de Staël réalisée de 1952 à 1953 à Paris.
Certains tableaux de la série ont un double titre  : Les Fleurs X  sous-titrée Fleurs dans un vase bleu, il y a sussi  Étude de fleurs, Fleurs blanches, Fleurs grises.  Toutes les toiles offrent un traitement particulier, depuis les éclatantes couleurs de  Fleurs X  jusqu'à la blancheur de  Fleurs V .
La toile de la série, Fleurs VII, sélectionnée par Jean-Louis Prat, a été présentée aux expositions Nicolas de Staël de 1995 et 2010. Elle provient d'une collection privée de Genève.

## La série
| Registre | Œuvre                                                   | Date | Format           | Dimensions (cm) | Musée                    | Ville  | Réf.  |
| -------- | ------------------------------------------------------- | ---- | ---------------- | --------------- | ------------------------ | ------ | ----- |
|          | Fleurs I                                                | 1952 | huile sur carton | 12 × 22 cm      | collection particulière  | Paris  | [ 2 ] |
|          | Fleurs II                                               | 1952 | huile sur toile  | 81 × 65 cm      | collection particulière  | NC     | [ 2 ] |
|          | Fleurs III                                              | 1952 | huile sur toile  | 14 × 22 cm      | collection particulière  | Genève | [ 3 ] |
|          | Fleurs IV                                               | 1952 | huile sur toile  | 100 × 72 cm     | collection particulière  | Bâle   | [ 3 ] |
|          | Fleurs V                                                | 1952 | huile sur toile  | 19 × 14,5 cm    | collection particulière  | Paris  | [ 4 ] |
|          | Fleurs VI                                               | 1952 | huile sur toile  | 130 × 89 cm     | collection partiiculière | NC     | [ 4 ] |
|          | Fleurs VII                                              | 1952 | huile sur carton | 140 × 97,7 cm   | collection particulière  | Genève | [ 1 ] |
|          | Fleurs VIII                                             | 1952 | huile sur toile  | 16 × 15 cm      | collection particulière  | Paris  | [ 5 ] |
|          | Fleurs IX                                               | 1952 | huile sur toile  | 130 × 89 cm     | Collection particulière  | NC     | [ 5 ] |
|          | Fleurs XI                                               | 1952 | huile sur toile  | 81 × 65 cm      | Collection privée        | NC     | [ 6 ] |
|          | Fleurs XII Fleurs blanches dans un vase blanc           | 1953 | huile sur toile  | 146 × 97 cm     | Collection privée        | NC     | [ 7 ] |
|          | Fleurs XIII (Rose)                                      | 1953 | huile sur toile  | 14 × 12 cm      | Collection privée        | NC     | [ 7 ] |
|          | Fleurs XIV (fleurs blanches dans un vase noir)          | 1953 | huile sur toile  | 99,7 × 72,9 cm  | Collection privée        | NC     | [ 8 ] |
|          | Fleurs XV (fleurs blanches et rouges dans un vase gris) | 1953 | huile sur toile  | 81 × 65 cm      | Collection privée        | NC     | [ 8 ] |
|          | Fleurs XV (fleurs dans un vase bleu)                    | 1953 | huile sur toile  | 73 × 54 cm      | Collection privée        | Paris  | [ 8 ] |
|          | Fleurs XV (fleurs grises)                               | 1953 | huile sur toile  | 100 × 73 cm     | Collection privée        | Paris  | [ 8 ] |

## Contexte
Dans la période qui suit une exposition décevante à Londres à la Matthiesen Gallery où 26 tableaux de Staël ont été présentés, Staël se met à peindre des natures mortes de petit format, des pommes : Trois pommes en gris, Une pomme (24 × 35 cm) et une série de trois toiles de Petites bouteilles. Cette dizaine de toiles témoigne de la nouvelle maturité du peintre qui, après avoir étudié un livre sur van Gogh s'écrie : « Moi aussi, je ferai des fleurs! » Dès l'année suivante, après avoir vu une exposition où figurent les Roses blanches de van Gogh au musée de l'Orangerie, il entame sa série des fleurs.

## Description
Le sujet principal de tous les tableaux est un bouquet de fleurs dans un vase. Tantôt vase blanc, tantôt vase noir, tantôt fleurs colorées, tantôt fleurs grises, blanches ou roses. Fleurs VII, se distingue des autres par un fond moitié noir, moitié rouge, avec une superposition de couches passées au couteau et des dégradés de bleus virant au mauve avec des touches de fleurs rouges, et un pot vert éclatant. Ces fleurs sont le résultat de recherches et d'expérimentations diverses. Selon Arnaud Mansar, Staël était conscient de se livrer à des expériences.